# أوليغ أنتونوف
اوليغ أنتونوف (بالروسية:"Олег Константинович Антонов"، بالأوكرانية:"Костянтинович Антонов") ولد في 7 فبراير 1906 بإحدى أحياء موسكو أبان الإمبراطورية الروسية وتوفى في 4 إبريل 1984 بكييف، أوكرانيا أبان الاتحاد السوفيتي. هو مصمم طائرات سوفيتي ورسام. أسس شركة أنتونوف لصناعة الطائرات، وهي شركة مشهورة عالميا.

## ترجمة
- في 1930 تخرج من معهد كالينين للفنون التطبيقية بسانت بطرسبرغ.
- في 1946 عين مدير لمكتب تصاميم طائرات والذي أصبح لاحقا شركة أنتونوف.
- في 1968 حصل أنتونوف على شهادة الدكتوراه في الأداب من أكاديمية أوكرانيا للآداب.
- في 1966 حصل على وسام العمال الاشتراكيون.
- عضو في لجنة الاتحاد السوفيتي العليا الخامسة، السادسة، والسابعة.

## جوائز وإنجازات
- حصل اوليغ أنتونوف على جائزة الدولة من الاتحاد السوفيتي السابق لعام 1952.
- حصل على وسام لينين من درجات مختلفة وأعلاهم كان وسام لينين من الدرجة الثانية.
- حصلت شركته أنتونوف لصناعة الطائرات على حق تميز لتسويق طائراتها القوية والضخمة.
- الطائرة أنتونوف إيه إن - 225 أكبر طائرة عالميا وكسرت 240 رقم قياسي.
- سمي شارع بمدينة كييف، أوكرانيا باسمه «اوليغ أنتونوف».
- صك عملة من أشباه فلزات النيكل والنحاس تكريما له من البنك الوطني الأوكرانى عام 2006. بالإضافة إلى ذلك صك بنك روسيا عملة من الفضة عنه في الذكرى المائة لمولده.

## روابط خارجية
- أوليغ أنتونوف على موقع مونزينجر (الألمانية)